# Capital simbolic
Capitalul simbolic este un concept din sociologie și antropologie care se referă la resursele bazate pe onoare, prestigiu sau recunoaștere socială. Acest tip de capital are valoare în funcție de contextul cultural și social în care este utilizat. De exemplu, un erou de război poate beneficia de capital simbolic în timpul unei campanii electorale, datorită recunoașterii și respectului pe care le primește din partea comunității. Termenul a fost dezvoltat de sociologul francez Pierre Bourdieu, care l-a integrat în teoria sa despre câmpuri sociale și formele de capital, alături de capitalul economic, capitalul social și capitalul cultural. Capitalul simbolic joacă un rol important în explicarea modului în care relațiile de putere și ierarhiile sociale sunt construite și menținute.Teoreticienii au susținut că capitalul simbolic se acumulează în principal prin îndeplinirea obligațiilor sociale, care, la rândul lor, sunt impregnate cu potențial pentru prestigiu. Similar cu acumularea capitalului financiar, capitalul simbolic este „rațional,” deoarece poate fi convertit liber într-un avantaj în sferele sociale și politice. Totuși, spre deosebire de capitalul financiar, capitalul simbolic nu este nelimitat, iar valoarea sa poate fi restricționată sau amplificată de contextul istoric în care a fost acumulat. Pentru a explica pe deplin influența capitalului simbolic între culturi, acesta trebuie identificat în cadrul cultural și istoric care l-a generat.
Obiectele, ca reprezentări abstracte ale mediilor lor, pot de asemenea să posede capital simbolic. Acest capital poate fi încorporat în mediul construit sau în forma urbană a unui oraș, ca o reprezentare simbolică a valorii culturale a acelui teritoriu. De exemplu, reperele unui oraș au de obicei o valoare simbolică și utilitate. Ele devin repere tocmai datorită valorii lor simbolice. Această relație reciprocă conferă reperului o semnificație culturală sau de mediu, în timp ce, în același timp, oferă mediului său un strat de prestigiu.

## Istorie
Conceptul de capital simbolic are rădăcini în teoria consumului ostentativ, introdusă la sfârșitul secolului al XIX-lea de Thorstein Veblen și Marcel Mauss. Veblen a susținut că nouveau riche (noua burghezie) utiliza afișarea ostentativă a bogăției pentru a simboliza integrarea lor într-o clasă superioară exclusivistă. Obiectele pe care le dețineau dobândeau sensuri simbolice menite să le confirme statutul și poziția socială.
Mauss a extins această idee, sugerând că în competițiile sociale pentru prestigiu aveau avantaj cei care cheltuiau excesiv, obligându-i pe ceilalți să rămână „în umbra numelui lor.” Spre deosebire de Veblen, Mauss nu s-a concentrat pe acțiunile individuale în context cultural, ci pe mecanismele sociale mai largi care delimitau statutul și ierarhia.
Aceste teorii au oferit baza pentru teoria unificatoare a capitalului simbolic dezvoltată de Pierre Bourdieu.
Conceptul explicit de capital simbolic a fost introdus de Pierre Bourdieu și detaliat în lucrările sale, precum Distinction și Practical Reason: On the Theory of Action. Inspirat de teoriile lui Veblen, Mauss și analiza lui Max Weber despre statut, Bourdieu susține că valoarea capitalului simbolic se manifestă la intersecția dintre clasă și statut. Nu este suficient să deții obiecte cu valoare percepută sau concretă; trebuie să știi și să le folosești pentru a confirma poziția socială.

## Deosebirea de capitalul social
Pierre Bourdieu explică capitalul social ca fiind gradul în care actorii sunt capabili să trăiască împreună în structuri sociale adesea heterogene. În timp ce capitalul simbolic este obținut pe baza individuală și poate fluctua semnificativ între membrii unei comunități, capitalul social reprezintă încrederea generală și cooperarea pe care actorii dintr-un mediu o dețin unii față de alții. Un actor poate deține mult capital simbolic, izolându-se de comunitate, ceea ce va duce la un nivel scăzut de capital social, sau invers.
Termenul de capital social a fost definit pentru prima dată de Jane Jacobs⁠(d) pentru a explica valoarea inerentă formata în relațiile din vecinătate, care le permitea membrilor să coopereze și să stabilească un sentiment de încredere comună. Conceptul a fost însă formulat inițial de L. J. Hanifan⁠(d) într-un articol din 1916, „The Rural School Community Center”. Hanifan a inclus o secțiune despre acest subiect în cartea sa din 1920, The Community Center. Termenul a fost ulterior folosit de Jacobs în lucrarea sa influentă despre urbanism, The Death and Life of Great American Cities.

## Exemple
Următoarea este o listă neexhaustivă a celor ce pot constitui capital simbolic.
- O comisie județeană poate recruta lideri locali de cartier pentru a ajuta cu legile de zonare pe baza realizărilor anterioare ale acelor persoane în îmbunătățirea infrastructurii sau crearea de legături la nivel de comunitate.
- Activiștii pot deține mai multă influență în arenele sociale sau politice, pe baza experiențelor lor anterioare (vezi: veteranii de luptă care protestează împotriva războiului, foști șefi de poliție care protestează împotriva brutalității și așa mai departe).
- Finanțarea sau sprijinirea eforturilor de război ale unei națiuni poate acorda unui individ capital simbolic dacă acel efort este acceptat și de cetățeni în cadrul culturii.
- Medaliații olimpici servesc adesea ca întruchipare a prestigiului unei națiuni.